# Dienstbarkeit
Die Dienstbarkeit (in Österreich und der Schweiz auch Servitut) ist im Sachenrecht ein dingliches Nutzungsrecht an einer fremden Sache.

## Grundzüge
Eine Dienstbarkeit setzt mithin voraus, dass der Eigentümer die Nutzung vertraglich vereinbart einem anderen überlässt. Das kann einerseits obligatorisch erfolgen, oder aber durch eine dinglich wirkende Dienstbarkeit. Mit der Nutzung durch Dritte ist meist ein wirtschaftlicher Zweck verbunden, denn der Eigentümer kann grundsätzlich eine Gegenleistung (als Nutzungsentgelt) verlangen.

## Geschichte
Bereits das römische Recht regelte, dass Sachen (res) als Dienstbarkeiten (servitutes) dienten. Dienstbarkeiten unterteilten sich in Feldservituten (iura praediorum rusticorum) und städtische Grunddienstbarkeiten (iura praediorum urbanum). Zu den Feldservituten gehörten das Durchgangsrecht (iter), das Viehtriebrecht (actus), das diese Rechte umfassende und weitergehende Wegerecht (via) sowie das Wasserleitungsrecht (aquae ductus). Das Durchgangsrecht betraf das Recht, über ein fremdes Grundstück zu gehen (beladen oder unbeladen), Vieh darüber zu treiben, zu reiten oder sich von Tragtieren tragen zu lassen. Das Wegerecht konnte auch die Befugnis enthalten, den Weg selbst anzulegen und zu pflegen. Auch das vom Wegerecht begünstigte herrschende Grundstück (praedium dominans) und das vom Wegerecht belastete dienende Grundstück (praedium serviens) waren damals bekannt.
Die 1356 verkündete Goldene Bulle verstand unter der „dinstbarkeit“ noch die Knechtschaft, in heutiger Schreibweise erschien die Dienstbarkeit ersichtlich erstmals 1541 als „freie leute von geburt, oder die von der dienstbarkeit entlediget“. Das Allgemeine Preußische Landrecht von 1794 ging ausführlich – auf der Grundlage des römischen Rechts – auf die Dienstbarkeiten ein. Der Codex Maximilianeus Bavaricus Civilis (1756) erwähnte erstmals die Grunddienstbarkeit, die Anton Friedrich Justus Thibaut 1814 wieder aufgriff. Das 1900 in Kraft getretene Bürgerliches Gesetzbuch übernahm das römische Recht der Dienstbarkeit weitgehend.

## Inhalt
Im deutschen Sachenrecht können alle Sachen mit Dienstbarkeiten belastet werden. Als Belastungsobjekte (Rechtsobjekte) kommen in Frage:
- bewegliche Sachen
  - Einzelsachen (etwa Kraftfahrzeug)
  - Sachgesamtheiten (etwa Hausrat)
- Rechte
  - Forderungen
  - Vermögen (etwa Stiftungsvermögen)
  - sonstige Rechte (Patente, Lizenzen, Konzessionen, Urheberrechte, Warenzeichen, Markenzeichen sonstige gewerbliche Schutzrechte, Firmenwert)
- Grundstücke und grundstücksgleiche Rechte (im Folgenden als „Grundstücke“ zusammengefasst).

Die Art der Sachen entscheidet darüber, welche Art der Dienstbarkeit hierfür verwendet werden darf. So kann an beweglichen Sachen oder Forderungen keine Grunddienstbarkeit, an Grundstücken jedoch jede Art der Dienstbarkeit bestellt werden. Die Art der Nutzung ist im deutschen Sachenrecht dagegen nicht vorgeschrieben, so dass bei Grundstücken neben dem Wegerecht auch die verschiedenen Leitungsrechte zulässig sind.

## Arten
Es gibt folgende Arten von Dienstbarkeiten:
- Nießbrauch (§§ 1030 ff. BGB) als umfassendstes Nutzungsrecht.
- Die beschränkte persönliche Dienstbarkeit (§§ 1090 ff. BGB) ist die einer bestimmten Person – die nicht Grundstückseigentümer sein muss – zustehende Dienstbarkeit an einem Grundstück.
- Die Grunddienstbarkeit (§§ 1018 ff. BGB) steht nur dem jeweiligen Eigentümer eines anderen Grundstücks zu und ist deshalb personal auf Grundeigentümer beschränkt.
- Das Dauerwohnrecht und das Dauernutzungsrecht nach § 31 Wohnungseigentumsgesetz berechtigt eine bestimmte Person, unter Ausschluss des Eigentümers eine bestimmte Wohnung zu bewohnen oder in anderer Weise zu nutzen.

Dem Nießbraucher stehen sämtliche Nutzungen zu (§ 100 BGB), dem Rechtsinhaber sonstiger Dienstbarkeiten lediglich Rechte „in einzelnen Beziehungen“. Eine Grunddienstbarkeit oder beschränkte persönliche Dienstbarkeit gewährt dagegen dem Berechtigten das Recht auf inhaltlich begrenzte Nutzung des belasteten Grundstücks und erlegt dem Eigentümer dieses Grundstücks (Belasteten) ein Dulden oder Unterlassen auf (§§ 1018, 1090 BGB). Betrifft die Dienstbarkeit Grundstücke, ist sie notariell zu beurkunden.

## International
In den Staaten, deren Recht wie in Deutschland auf römischem Recht beruht, sind die Dienstbarkeiten ähnlich wie in Deutschland geregelt. Hierzu gehört neben Österreich und der Schweiz auch Frankreich.

### Österreich
Im österreichischen Sachenrecht findet sich die Dienstbarkeit (oder mit derselben Bedeutung Servitut) in den §§ 472 ff. ABGB wieder. Im österreichischen Rechtsverständnis zeichnet sich die Dienstbarkeit durch ihre passive Natur aus (Duldung oder Unterlassung). Sofern eine aktive Leistung von einer rechtlichen Partei gefordert, wird von einer Reallast gesprochen. In Österreich wird zwischen Grunddienstbarkeiten (auf eine Liegenschaft bezogen welche nicht erlöschen) und Personaldienstbarkeiten (auf eine Person bezogen und erlöschen mit deren Tod) unterschieden.
Grunddienstbarkeiten gelten nach § 481 ABGB nur dann, wenn diese ins Grundbuch eingetragen werden. Sogenannte „offenkundige Servitute“ als außerbücherliche Grundbarkeiten zerstören dennoch den Glauben des Erwerbs eines Grundstückes auf Stand des Grundbuchs nach § 1500 ABGB (Intabulationsprinzip).
Die verwandt klingenden Legalservitute zählen nicht zu den Servituten beziehungsweise Dienstbarkeiten.

### Schweiz
In der Schweiz unterscheidet man zwischen Personal- und Grunddienstbarkeiten. Die Personaldienstbarkeiten unterteilen sich in reguläre Personaldienstbarkeiten (Nutzniessung, Wohnrecht) und irreguläre Personaldienstbarkeiten (Baurecht, Quellenrecht). Sie sind geregelt in Art. 730 ff. ZGB. Außerdem kennt man das Popularservitut, eine Dienstbarkeit zugunsten der Öffentlichkeit (etwa Fuß- und Fahrwegrecht).

### Frankreich
In Frankreich sind die Dienstbarkeiten (französisch servitudes) in Art. 690 ff. Code civil geregelt und können danach durch Eigentum oder durch Besitz (nach 30 Jahren) erworben werden.